# أمارا ووكر
أمارا ووكر (بالإنجليزية: Amara Walker) هي صحفية أمريكية، ولدت في 30 نوفمبر 1981 في لوس أنجلوس في الولايات المتحدة.